# تشارلز كي. ويلر
تشارلز كي. ويلر هو محامي وسياسي أمريكي، ولد في 18 أبريل 1863 في هوبكينزفيل في الولايات المتحدة، وتوفي في 15 يونيو 1933 في بادوكا في الولايات المتحدة. نشط حزبياً في الحزب الديمقراطي. وقد انتخب عضو مجلس النواب الأمريكي ‏.